# Quei cari parenti
Quei cari parenti (Danger - Love at Work) è un film del 1937 diretto da Otto Preminger.

## Trama
Nella famiglia Pemberton, tutti sono un po' matti. Solo la giovane figlia appare un più intelligente e quindi si occupa della vendita di certi terreni, per la quale deve aiutare un giovane avvocato ad ottenere la firma dai suoi genitori; quindi si innamorerà di lui.

## Produzione
Il film fu prodotto dalla Twentieth Century Fox Film Corporation. Ann Sothern sostituì nel ruolo principale l'attrice francese Simone Simon la cui padronanza dell'inglese non si era rivelata sufficiente a recitare in un intero film.

## Distribuzione
Distribuito dalla Twentieth Century Fox Film Corporation, il film uscì nelle sale cinematografiche USA il 30 settembre 1937.